# Maria Wiik
Maria Catharina Wiik, född 3 augusti 1853 i Helsingfors, död 19 juni 1928 i Helsingfors, var en finländsk målare, som var verksam i Finland och Frankrike. Hon arbetade i en realistisk stil och gjorde sig känd som en produktiv porträttmålare.

## Biografi
Maria Wiik var dotter till länsarkitekten i Nylands län Jean (Johan) Wik och Gustava Fredrika Meyer, dotter till universitetslektor Friedrich Anton Meyer. Hon föddes och växte upp i Brunnsparken och gick på Svenska fruntimmersskolan i Helsingfors, där hon uppvisade ett intresse för teckning. Efter sin skolgång studerade hon teckning för Adolf von Becker i ett år innan hon 1874 inskrevs som elev i Finska Konstföreningens skola. Under 1874–1875 målade hon under Severin Falkmans ledning.
På hösten 1875 företog Maria Wiik sin första studieresa, till Paris, där hon började studera för Tony Robert-Fleury vid Académie Julian. Våren 1878 tilldelades hon skolans medalj för den mest framstående eleven. På sommaren samma år ställde hon ut på Finska Konstföreningens utställning fem teckningar, vilka konstkritikern Carl Gustaf Estlander bedömde som "rent av förträffliga". Till hösten återvände hon till Paris, där hon fortsatte sina studier vid Académie Julian och vistades en tid i Normandie. Åren 1880–1881 tillbringade hon i Finland, där hon undervisade i Konstföreningens ritskola. Som elev hade hon bland annat landskapsmålaren Thure Sundell.
På hösten 1881 återvände Maria Wiik återigen till Paris och hyrde en ateljé där. År 1882 ställde hon ut två tavlor på Parissalongen: genrebilden L'ouuf cassé och ett porträtt av sin äldre syster Hilda. Under en tid delade hon ateljé med målarkollegan och väninnan Helene Schjerfbeck; år 1883 reste de tillsammans till Bretagne för att förkovra sig i landskapsmåleri. Wiiks mest betydande arbete under Bretagnevistelsen blev Ett hinder, en stor friluftstavla, målad i Pont-Aven. Den ställdes ut på Parissalongen 1884 och renderade henne första priset i Finska Konstföreningens årliga tävling för unga konstnärer. Året därpå deltog hon med ett antal oljemålningar på den stora konstutställning som ägde rum i Helsingfors med anledning av Alexander III:s besök.
I början av 1889 delade Maria Wiik en ateljé i Paris med Helene Schjerfbeck och Ada Thilén samtidigt som hon studerade för Pierre Puvis de Chavannes. På sommaren reste hon och Schjerfbeck till St. Ives i Cornwall, där hon utförde en av sina mest betydande genremålningar, Ut i världen, för vilken hon belönades med en bronsmedalj på världsutställningen i Paris 1900.
Maria Wiiks sista resa till Paris ägde rum 1905. Resten av livet tillbringade hon i Helsingfors, med kortare vistelser i kurorter i Sverige, Norge och Schweiz. Hon ägnade sig åt porträttmåleri samt var medlem av Finska Konstföreningens och Konstnärsgillet i Finlands styrelser. Med åren försämrades dock hennes syn, och 1925 genomgick hon en ögonoperation. En kort tid efter denna bröt hon ena benet i en fallolycka, från vilket hon aldrig återhämtade sig. Hon förblev knuten till sjukbädden till sin död den 19 juni 1928. Wiik är begraven i Helsingfors i Sandudds begravningsplats.

## Konstnärskap

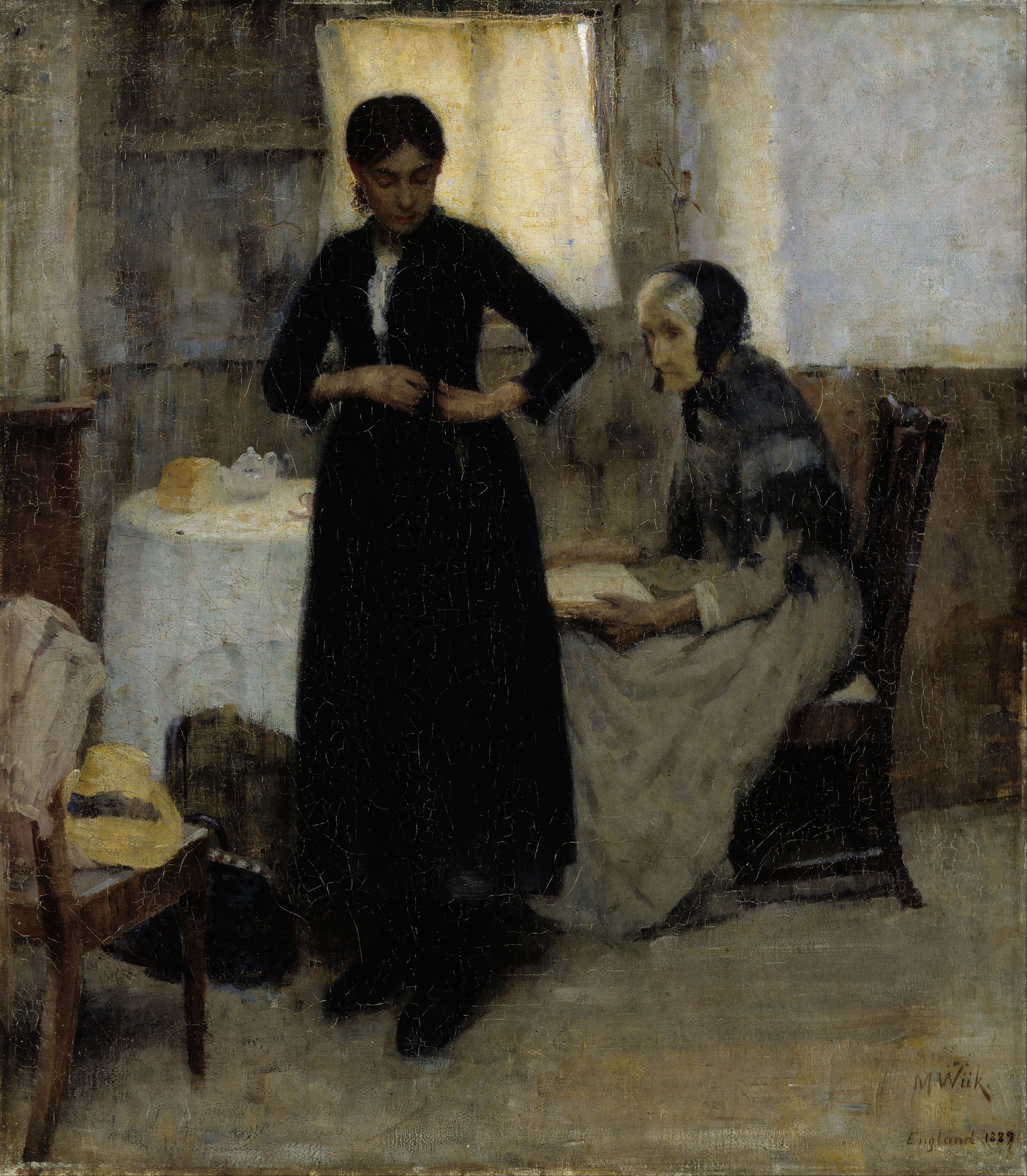
Ut i världen, 1899

Till följd av Maria Wiiks studier och arbete i Paris präglades hennes stil tydligt av den franska realismen. Det vanligaste motivet i hennes konstnärskap är personstudier, men hon arbetade även med stilleben, genrebilder och landskapsmålningar. Höjdpunkten i hennes konstnärskap inföll på 1880-talet. Hon blev en av Finlands mest anlitade porträttmålare, med många uppdrag av styrelser för läroverk, korporationer och föreningar. Hon avbildade bland andra publicisten Berndt Otto Schauman, författaren Zacharias Topelius, sångerskan Ida Basilier-Magelsen och professorn Viktor Ferdinand Brotherus.
Hon är representerad med ett stort antal skisser, teckningar och målningar på Finlands nationalgalleri Ateneum i Helsingfors. I Sverige finns hon representerad vid Nationalmuseum i Stockholm.